# VK ČEZ Karlovarsko
O Volejbalový klub Karlovarsko, mais conhecido como VK ČEZ Karlovarsko por questão de patrocínio, é um clube de voleibol masculino checo, fundado em 2014, com sede em Karlovy Vary, República Checa. Atualmente o clube dispusta a Extraliga, a primeira divisão do campeonato checo.

## Histórico
Fundado em 2014 com o nome de "Volejbalový klub Karlovarsko", no mês de agosto deste ano estreou na elite do Campeonato Checo (Extraliga) de 2014–15, ocasião que substituiu o último colocado da temporada antecedente, o time do VSK Staré Město e em abril de 2015 conquistou o terceiro lugar ao derrotar na série por 3–1 o VSC Zlín..
Nas competições de 2015–16 após o posto obtido anteriormente, reforçou-se e rumo a segunda participação na Extraliga sob o comando dos técnicos Petr Brom e Jiří Novák, também disputou a Taça Challenge, sendo eliminado nos playoffs 16 pelo time romeno CS Arcada Galați, perdendo o jogo de ida por 3–1 e venceu o jogo de volta por 3–2, mesma fase alcançada quando eliminado pelo time italiano Sir Safety Perugia, com placares de 3–0 e 3–1, na Taça CEV. Terminaram na fase regular em terceiro e conseguiu repetir o feito avançando as semifinais e disputar novamente o bronze, mas desta vez terminou na quarta posição sendo vencido pelo VK České Budějovice pelo total de 3–0 na série.
Constado um crescimento nas categorias de base do clube e o elenco profissional iniciava os preparativos para a temporada 2016–17 sob a orientação do técnico Jiří Novák e do assistente técnico Milan Bican conquistaram na segunda rodada das qualificatórias duas vitórias históricas na Taça CEV diante do time estoniano VK Selver Tallinn e avançou as quartas de final nesta mesma edição perdendo para o francês Tours Volley-Ball por 3–0 e 3–2, terminando na quinta posição. Na Extraliga terminou a fase regular na segunda posição com 48 pontos, com 16 vitórias e 6 derrotas, conquistando o vice-campeonato na Copa da República Checa perdendo por 3–1 (20–25, 25–20, 25–21, 25–19) para o VK Kladno, na fase final da Extraliga terminou na quarta posição novamente perdendo por 3–0 na série para o Dukla Liberec, temporada que marcou a saída de Michal Sukuba e Tomáš Netrval que estavam no time há três anos, além de Daniel Končal.
Para 2017–18 foram contratados Filip Rejlek, Tomáš Petrák e Radoslav Prešinský, estrangeiros como Henri Treial e Gregor Ropret, e o time disputou a Taça Challenge e foi eliminado nas oitavas de final pelo time suíço Volley Näfels por 3–1 e 3–2, este sob comando de Dalibor Polák; após lesão de Zdenek Malek contrataram o jogador Jakub Hukel para substituí-lo, época que estava na quarta posição na primeira fase da Extraliga; foi novamente vice-campeão da Copa da República Tcheca perdendo na final por 3–2 (17–25, 25–14, 24–26, 25–21, 15–13) para o Dukla Liberec. Avançou a final pela primeira vez da Extraliga e derrotou na série de 3–0, com placares de cinco sets em cada partida o VK Kladno, obtendo seu primeiro título nacional, com grandes atuações de Ropret e Rejlek.
Disputou pela primeira vez a Liga dos Campeões da Europa em 2018–19. Num grupo forte tendo pela frente Cucine Lube Civitanova, ZAKSA Kędzierzyn-Koźle e Azimut Modena, na estreia reuniu cerca de 3 000 espectadores, perdendo todos os jogos, eliminado nesta fase de grupos, reforçando-se com Lukasz Wies.

## Títulos
Campeonato Checo
- Campeão: 2017–18, 2020–21, 2021–22
- Terceiro lugar: 2014–15, 2022–23

 Copa Checa
- Vice-campeão: 2016–17, 2017–18, 2022–23

 Supercopa Checa
- Campeão: 2021, 2022